# 下西里西亚大区
下西里西亞大区（德語：Gau Niederschlesien）是納粹德國於1941年至1945年間在普魯士西里西亞省下西里西亞地區的一個行政區劃。 該大區是在1941年西里西亞大區分裂為下西里西亞和上西里西亞時創建的。二戰後，下西里西亚大区的大部分地區成為波蘭的一部分，西部的小部分併入了未來的東德。